# Ben Cleveland
Benjamin Keith Cleveland (Toccoa, 25 agosto 1998) è un giocatore di football americano statunitense che milita nel ruolo di offensive guard per i Baltimore Ravens della National Football League (NFL).

## Carriera

### Baltimore Ravens
Cleveland al college giocò a football a Georgia. Fu scelto nel corso del terzo giro (94º assoluto) nel Draft NFL 2021 dai Baltimore Ravens. Debuttò come professionista subentrando nella gara del secondo turno contro i Kansas City Chiefs. Nella settimana 5 si infortunò a un ginocchio contro gli Indianapolis Colts, venendo inserito in lista infortunati. Tornò nel roster attivo il 20 novembre e chiuse la sua stagione da rookie con 12 presenze, di cui 4 come titolare.